# ミス・ポター
『ミス・ポター』（Miss Potter）は、クリス・ヌーナン監督による2006年に公開された米・英合作で、児童文学作家であり画家でもあったビアトリクス・ポターの伝記映画。ビアトリクスの人生と、ピーターラビットといった彼女の本のキャラクターのアニメが同時に登場する。

## ストーリー
1902年、ロンドン。父方は染物業、母方は紡績業で財をなした良家の子女ビアトリクス・ポターは、自分の作品を出版社へ持ち込む日々を続ける。服を着たうさぎの物語はなかなか受け入れてもらえなかったが、ある日ウォーン社が出版を承諾してくれる。
しかし、経営者のウォーン兄弟（長男・次男）の目論見は別のところにあった。母親のお守ばかりをさせられていた末の弟・ノーマン（Norman Warne）が働きたいと言い出し、失敗しても構わない仕事をやらせるためだったのだ。
ところが、ノーマンはそんな兄たちを尻目に、ピーターラビットの物語に心を奪われ出版に尽力。その交流を通じて、ビアトリクスはノーマンの姉ミリーとも親友になる。
やがて出版された『ピーターラビットのおはなし』はすぐにベストセラーになり、シリーズ化が決定。ノーマンという最高の理解者を得たビアトリクスは次々と作品を描き上げていく。
そんな折、ビアトリクスは自宅で催されるクリスマスパーティにノーマンとミリーを招待する。手を取り合いダンスを踊るノーマンとビアトリクス。そしてノーマンからの突然のプロポーズ。
「身分が違いすぎる」「商売人はほこりを持ち込む」などと反対する両親に「ポター家が何様なの？元はおじいさまの捺染業のおかげじゃないの」と食ってかかる。口を利こうともしないビアトリクスに、父ルパートは「夏の間離れていて、秋になっても気持ちが変わっていなかったら結婚を認める」という条件を出す。
お互いを信じ条件を呑んだ2人は、夏の間何通もの手紙を取り交わすが、やがてノーマンからの手紙が途絶え始め、ミリーから「ノーマンが病気」だという手紙が届く。避暑地の別荘からノーマンのもとへ駆けつけたビアトリクスであったが間に合うことはなかった。
悲しみにくれたビアトリクスは実家に篭もり創作にも手が付かない。案じたミリーが訪れ元気づける。悲しみを乗り越えたビアトリクスは実家を出て印税で購入した湖水地方のヒル・トップ牧場で創作に励むと同時に創作の原点である村の風景を残すべく開発派と農村維持派で紛糾する土地を守るべく隣接する農場の買い取りに乗り出した。1913年には土地の購入に尽力してくれた弁護士ウィリアム・ヒーリスと結婚し、景観と農場の維持管理に励む。その土地の広さは4000エーカーにも及んだ。

## キャスト
※括弧内は日本語吹替
ポター家
- ビアトリクス・ポター - レネー・ゼルウィガー（山崎美貴）
  - 少女時代 - ルーシー・ボイントン
- ヘレン・ポター - バーバラ・フリン（英語版）（前田敏子）：母親
- ルパート・ポター - ビル・パターソン（英語版）（千田光男）：父親
- 少年時代のバートラム・ポター - オリバー・ジェンキンス：弟

- ミス・ウィギン - マテロック・ギブス（織田芙実）：ビアトリクスの付添い

ウォーン家
- ノーマン・ウォーン（英語版） - ユアン・マクレガー（大滝寛）
- ハロルド・ウォーン - アントン・レッサー：長男
- フルーイング・ウォーン - デヴィッド・バンバー（英語版）：次男
- ミセス・ウォーン - フィリーダ・ロウ（英語版）：母親
- ミリー・ウォーン - エミリー・ワトソン（加藤悦子）：姉

その他
- ウィリアム・ヒーリス - ロイド・オーウェン（英語版）（中村浩太郎）：弁護士。ビアトリクスの幼なじみ
  - 少年時代 - ジャスティン・マクドナルド（英語版）
- フィオナ - パトリシア・ケリガン
- ヒルダ - ジュディス・バーカー（英語版）
- ソーンダース - クリストファー・ミドルトン

## スタッフ
- 監督：クリス・ヌーナン
- 脚本：リチャード・モルトビー・Jr
- 撮影：アンドリュー・ダン
- 美術：マーティン・チャイルズ
- 衣装：アンソニー・パウエル
- 編集：ロビン・セールス
- プロデューサー：マイク・メダヴォイ、デヴィッド・カーシュナー、コーリー・シニーガ、アーノルド・メッサー、デヴィッド・スウェイツ
- エグゼクティブ・プロデューサー：レニー・ゼルウィガー、ナイジェル・ウール、ルイ・フィリップ、スティーヴ・クリスチャン
- ヘアメイク：リサ・ウェストコット
- 時代考証：ジェニー・ユグロウ
- 音楽：ピーター・リンゼイ
- 特殊効果：ヴィクトリア・ウィリアム
- 視覚効果：クレア・ノーマン、サイモン・スタントレイ=クランプ
- 主題歌：ケイティ・メルア

## 制作
撮影はセシル・コート、コヴェント・ガーデン、マン島、湖水地方で行なわれた。この作品は2006年12月29日にイギリスで公開された。2007年アカデミー賞に参加するためである。映画はもともと2007年1月12日に一般公開される予定だった。しかしVariety.comによるとワインスタイン・カンパニーはもっと遅い公開日にすると決めていて、それはアカデミー賞の2007年2月25日よりも後であった。この戦略で、既に映画の公開ラッシュのシーズンが始まっている中、ひときわ異彩を放つ機会を得ると思われた。日付は何度も変更されたようだが、ワインスタイン社のホームページでは公開日を最終的に3月9日と記載されている。

## 評価
映画は概ねプラスの評価を得ており、ゼルウィガーは6度目のゴールデングローブ賞にノミネートされた。
試写会での評は全体的に肯定的であった。しかし映画中での史実の間違いについての議論も起こった。また、キャストについて反対意見もあった。それは、イギリス文学における重要な人物ビアトリクス・ポターを、アメリカ人であるゼルウィガーが演じたためであるが、この議論は以前にイギリス映画『ブリジット・ジョーンズの日記』の主演にゼルウィガーが抜擢された時の騒動を連想させる。

## 史実との違い
映画には、ポターの人生について史実との違いがいくつかある。以下にそれを挙げる。
- ウォーン兄弟は最終的にピーターラビットを出版することを決めるが、これはポターがいくつかの私家版を自分で印刷して売った後である。またお話はもともとノエルという名前の病気だった少年のために書かれたものだった。ノエルはポター家の家庭教師の子供であった。
- 『2ひきのわるいねずみのおはなし』("The Tale of the Two Bad Mice")はノーマン・ウォーンが姪の一人に作ってあげたおもちゃの家から思いついた。
- 『あひるのジマイマ』(Jemima Puddleduck)はヒルトップ牧場にいた実在のアヒルで自分の卵をずっと隠していた。また、この話が書かれたのはウォーンの死後である。
- ウォーンは白血病（Lymphoid leukemia）で死んだ[5]。咳のせいではない。
- ウィリアム・ヒーリスは用地の管理人でもなく子供のころの知り合いでもない。また彼女の方が年上である。
- 本の出版順序が史実とは異なる。
- 1902年に始まり、ポターは「32歳未婚」とされているが、実際には35,36歳になっていた。
- ビアトリクス・ポターはクリスマスを伝統的な様式で祝っている。彼女はユニテリアンなのでそうはしないはずである。但し、いつユニテリアンとしての志向が強くなったかにも寄る。

## 音楽について
作品中では、2曲の歌が流れる。1曲目は、ユアン・マグレガーが歌う曲で、タイトルが「Let me teach you how to dance」（“ダンスを教えて”）となっており、ケイティ・メルアが歌う2曲目はエンド・クレジットで流れ、タイトルは「When you taught me how to dance」（“あなたがダンスをおしえてくれた”）となっており、それぞれの曲が対応する形となっていた。